# گورید سربیشه
گورید سربیشه یک روستا در ایران است که در بخش مرکزی شهرستان سربیشه واقع شده‌است. گورید سربیشه ۹۳ نفر جمعیت دارد.